# Вргоч, Дубравка
Дубравка Вргоч (хорв. Dubravka Vrgoč; род. 23 сентября 1961, Славонска-Пожега) — хорватская журналистка, театральный критик и театровед. Директор Хорватского национального театра в Загребе с 2014 по 2022 год.

## Биография
Дубравка Вргоч родилась на востоке Хорватии в 1961 году. В возрасте 23 лет она окончила обучение на факультете драматургии Академии драматического искусства и кафедре литературоведения Философского факультета Загребского университета. После выпуска из университета она работала театральным критиком и редактором ежедневной хорватской газеты «Vjesnik». Помимо редактуры чужих текстов, Дубравка Вргоч также писала и собственные труды для хорватских научных периодических изданий, которые в основном затрагивали тему театра и театроведения. С 2004 по 2014 год она занимала пост директора Загребского молодёжного театра, а в период с 2011 по 2017 год Вргоч также была удостоена чести занимать кресло президента Европейской театральной конвенции.
С 2014 по 2022 год Дубравка Вргоч занимала пост директора Хорватского национального театра. Во время пребывания в этой должности она усиленно работала над увеличением числа посетителей театра, для чего ею был организован так называемый «День открытой площади» — мероприятие, в рамках которого Национальный театр в сотрудничестве с крупнейшими культурными организациями Загреба, проводил на площади перед зданием театра оперные, балетные и музыкальные представления. Благодаря такому подходу, количество посетителей театра возросло и средняя заполняемость залов в театре стала достигать от 90 до 95 %.